# Jan Vercruysse
Jan Vercruysse (* 1948 in Ostende; † 27. Februar 2018 in Brügge) war ein belgischer Bildhauer.

## Leben und Werk
Jan Vercruysse war ein flämischer Künstler, der auch in Spanien und Italien lebte. Vercruysse arbeitete bevorzugt in Serien. Zu seinen frühen Werken gehören fotografische Selbstporträts. Zwischen 1987 und 1994 entstand die Serie Tombeaux, zwischen 1992 und 1998 die Serie M(M), zwischen 1998 und 2001 Les Paroles [Letto] und ab 2005 PLACES. Als Bildhauer nutzt Vercruysse industrielle Materialien, unter anderem COR-TEN-Stahl, Bronze, Eisen, und Glas. 2001 wurde Vercruysse mit dem Vlaamse prijs voor Beeldende Kunst ausgezeichnet.

## Ausstellungen (Auswahl)

### Einzelausstellungen
- 1990: Van Abbemuseum, Eindhoven
- 2009: Retrospective M – Museum Leuven, Leuven

### Gruppenausstellungen
- 1986: Guillaume Bijl, Lili Dujourie, Raoul De Keyser, Jan Vercruysse, Kunsthalle Bern, Bern
- 1987: documenta 8, Kassel
- 1988: Zeitlos Hamburger Bahnhof – Museum für Gegenwart, Berlin
- 1989: Prospect ‘89, Frankfurter Kunstverein, Frankfurt
- 1990: Weitersehen Museum Haus Esters & Haus Lange, Krefeld
- 1997: Eleganza e Desiderio Lesung von Pier Luigi Tazzi mit Werken von Jan Vercruysse, Ettore Spalletti, Juan Munoz, Jean-Marc Bustamante, Galerie Xavier Hufkens, Brüssel
- 1998: Wounds. Between Democracy and Redemption in Contemporary Art, Kuratoren: Pier Luigi Tazzi und David Elliott, Moderna Museet, Stockholm
- 2000: Around 1984. A look at Art in the Eighties MoMA PS1, New York
- 2003: Happiness: A Survival Guide for Art and Life Mori-Kunstmuseum, Tokio
- 2006: The 80’s. A topology Museo Serralves, Porto
- 2008: Collectie X X II Fantasy Museum van Hedendaagse Kunst Antwerpen, Antwerpen
- 2010: Ich weiss gar nicht, was Kunst ist, Einblicke in eine private Sammlung, MARTa Herford, Herford
- 2014: De verloofden, Kurator: Philippe Van Cauteren, Belfius Bank, Brüssel[6]